# Molophilus (Molophilus) apicidentatus
Molophilus (Molophilus) apicidentatus is een tweevleugelige uit de familie steltmuggen (Limoniidae). De soort komt voor in het Palearctisch gebied.